# Kevin Felida
Kevin Felida (Spijkenisse, 11 novembre 1999) è un calciatore olandese, centrocampista del Den Bosch e della nazionale di Curaçao.

## Caratteristiche tecniche
È un mediano.

## Carriera

### Club
Cresciuto nel settore giovanile del Den Bosch, debutta in prima squadra il 1º dicembre 2017 in occasione dell'incontro di Eerste Divisie vinto 3-0 contro il Go Ahead Eagles.

### Nazionale
Debutta con la nazionale di Curaçao il 9 giugno 2021 in occasione dell'incontro di qualificazione per i mondiali contro il Guatemala.
Nel 2025 ha partecipato alla CONCACAF Gold Cup.

## Statistiche
Statistiche aggiornate al 4 giugno 2021.

### Presenze e reti nei club
| Stagione        | Squadra         | Campionato      | Campionato | Campionato | Coppe nazionali | Coppe nazionali | Coppe nazionali | Coppe continentali | Coppe continentali | Coppe continentali | Altre coppe | Altre coppe | Altre coppe | Totale | Totale | Totale |
| Stagione        | Squadra         | Comp            | Pres       | Reti       | Comp            | Pres            | Reti            | Comp               | Pres               | Reti               | Comp        | Pres        | Reti        | Pres   | Reti   |        |
| --------------- | --------------- | --------------- | ---------- | ---------- | --------------- | --------------- | --------------- | ------------------ | ------------------ | ------------------ | ----------- | ----------- | ----------- | ------ | ------ | ------ |
| 2017-2018       | Den Bosch       | 1D              | 14         | 1          | CO              | 0               | 0               |                    | -                  | -                  |             | -           | -           | 14     | 1      |        |
| 2018-2019       | Den Bosch       | 1D              | 24+2       | 0          | CO              | 1               | 0               |                    | -                  | -                  |             | -           | -           | 27     | 0      |        |
| 2019-2020       | Den Bosch       | 1D              | 28         | 2          | CO              | 1               | 0               |                    | -                  | -                  |             | -           | -           | 29     | 2      |        |
| 2020-2021       | Den Bosch       | 1D              | 33         | 2          | CO              | 0               | 0               |                    | -                  | -                  |             | -           | -           | 33     | 2      |        |
| Totale carriera | Totale carriera | Totale carriera | 101        | 5          |                 | 2               | 0               |                    | -                  | -                  |             | -           | -           | 103    | 5      |        |

### Cronologia presenze e reti in nazionale
| Cronologia completa delle presenze e delle reti in nazionale ― Curaçao | Cronologia completa delle presenze e delle reti in nazionale ― Curaçao | Cronologia completa delle presenze e delle reti in nazionale ― Curaçao | Cronologia completa delle presenze e delle reti in nazionale ― Curaçao | Cronologia completa delle presenze e delle reti in nazionale ― Curaçao | Cronologia completa delle presenze e delle reti in nazionale ― Curaçao | Cronologia completa delle presenze e delle reti in nazionale ― Curaçao | Cronologia completa delle presenze e delle reti in nazionale ― Curaçao |
| Data                                                                   | Città                                                                  | In casa                                                                | Risultato                                                              | Ospiti                                                                 | Competizione                                                           | Reti                                                                   | Note                                                                   |
| ---------------------------------------------------------------------- | ---------------------------------------------------------------------- | ---------------------------------------------------------------------- | ---------------------------------------------------------------------- | ---------------------------------------------------------------------- | ---------------------------------------------------------------------- | ---------------------------------------------------------------------- | ---------------------------------------------------------------------- |
| 8-6-2021                                                               | Willemstad                                                             | Curaçao                                                                | 0 – 0                                                                  | Guatemala                                                              | Qual. Mondiali 2022                                                    | -                                                                      | 77’                                                                    |
| 12-6-2021                                                              | Panama                                                                 | Panama                                                                 | 2 – 1                                                                  | Curaçao                                                                | Qual. Mondiali 2022                                                    | -                                                                      | 46’                                                                    |
| 27-9-2022                                                              | Cibinong                                                               | Indonesia                                                              | 2 – 1                                                                  | Curaçao                                                                | Amichevole                                                             | -                                                                      | 46’                                                                    |
| 25-3-2023                                                              | Willemstad                                                             | Curaçao                                                                | 0 – 2                                                                  | Canada                                                                 | CONCACAF Nations League 2022-2023 - 1º turno                           | -                                                                      | 69’                                                                    |
| 28-3-2023                                                              | Santiago del Estero                                                    | Argentina                                                              | 7 – 0                                                                  | Curaçao                                                                | Amichevole                                                             | -                                                                      | 84’                                                                    |
| 13-6-2023                                                              | Fort Lauderdale                                                        | Curaçao                                                                | 0 – 0                                                                  | Porto Rico                                                             | Amichevole                                                             | -                                                                      | 46’                                                                    |
| 16-6-2023                                                              | Fort Lauderdale                                                        | Curaçao                                                                | 1 – 1 (3 - 4 dtr)                                                      | Saint Kitts e Nevis                                                    | Qual. Gold Cup 2023                                                    | -                                                                      | 78’ 82’                                                                |
| 8-9-2023                                                               | Port of Spain                                                          | Trinidad e Tobago                                                      | 1 – 0                                                                  | Curaçao                                                                | CONCACAF Nations League 2023-2024 - 1º turno                           | -                                                                      | 64’                                                                    |
| 11-9-2023                                                              | Fort-de-France                                                         | Martinica                                                              | 1 – 0                                                                  | Curaçao                                                                | CONCACAF Nations League 2023-2024 - 1º turno                           | -                                                                      |                                                                        |
| 13-10-2023                                                             | Willemstad                                                             | Curaçao                                                                | 1 – 2                                                                  | Panama                                                                 | CONCACAF Nations League 2023-2024 - 1º turno                           | -                                                                      | 66’                                                                    |
| 18-10-2023                                                             | Willemstad                                                             | Curaçao                                                                | 5 – 3                                                                  | Trinidad e Tobago                                                      | CONCACAF Nations League 2023-2024 - 1º turno                           | -                                                                      | 83’                                                                    |
| 17-11-2023                                                             | Willemstad                                                             | Curaçao                                                                | 1 – 1                                                                  | El Salvador                                                            | Amichevole                                                             | -                                                                      | 74’                                                                    |
| 21-11-2023                                                             | Willemstad                                                             | Curaçao                                                                | 1 – 1                                                                  | El Salvador                                                            | Amichevole                                                             | -                                                                      |                                                                        |
| 6-6-2024                                                               | Willemstad                                                             | Curaçao                                                                | 4 – 1                                                                  | Barbados                                                               | Qual. Mondiali 2026                                                    | -                                                                      | 46’                                                                    |
| 9-6-2024                                                               | Oranjestad                                                             | Aruba                                                                  | 0 – 2                                                                  | Curaçao                                                                | Qual. Mondiali 2026                                                    | -                                                                      | 68’                                                                    |
| 16-11-2024                                                             | Willemstad                                                             | Saint-Martin                                                           | 0 – 5                                                                  | Curaçao                                                                | CONCACAF Nations League 2024-2025                                      | -                                                                      | 79’                                                                    |
| 10-6-2025                                                              | Oranjestad                                                             | Haiti                                                                  | 1 – 5                                                                  | Curaçao                                                                | Qual. Mondiali 2026                                                    | 1                                                                      | 84’                                                                    |
| Totale                                                                 |                                                                        | Presenze                                                               | 17                                                                     |                                                                        | Reti                                                                   | 1                                                                      |                                                                        |